# Swift Current Broncos
Die Swift Current Broncos sind eine kanadische Eishockeymannschaft aus Swift Current, Saskatchewan. Das Team spielte von 1967 bis 1974 und wieder seit 1986 in einer der drei höchsten kanadischen Junioren-Eishockeyligen, der Western Hockey League (WHL).

## Geschichte
Die Swift Current Broncos wurden 1967 als Franchise der Western Hockey League gegründet, in der sie zunächst bis 1974 spielten. Ihr größter Erfolg war zunächst das Erreichen des Playoff-Halbfinales in der Saison 1973/74. Im Anschluss an diese Spielzeit wurde das Franchise nach Lethbridge, Alberta, umgesiedelt, wo es die nächsten zwölf Jahre unter dem Namen Lethbridge Broncos in der WHL aktiv war. 1986 wurde es zurück nach Swift Current verlegt, wo die Mannschaft seither wieder unter dem ursprünglichen Namen Swift Current Broncos spielt. Die erfolgreichste Spielzeit des Teams war die Spielzeit 1988/89, in der es zunächst den Ed Chynoweth Cup gewann und anschließend als WHL-Meister am Memorial Cup teilnahm, den es ebenfalls für sich entscheiden konnte. Zuletzt wurde Swift Current in der Saison 1992/93 Meister der WHL.
Am 30. Dezember 1986 ereignete sich für das Team ein großes Unglück. Als die Broncos zu einem Spiel gegen die Regina Pats unterwegs waren, verlor der Fahrer auf glatter Straße die Kontrolle über den Mannschaftsbus, der eine Böschung herabstürzte. Vier Spieler der Swift Current Broncos verloren bei dem Unfall ihr Leben. Die Auszeichnung des besten Spielers der WHL trägt seit der Saison 1994/95 in Andenken an die vier Verstorbenen den Namen Four Broncos Memorial Trophy.

## Ehemalige Spieler
Folgende Spieler, die für die Swift Current Broncos aktiv waren, spielten im Laufe ihrer Karriere in der National Hockey League:
- Blair Atcheynum
- Warren Babe
- Ryan Bast
- Ken Baumgartner
- Rollie Boutin
- Willie Brossart
- Colby Cave
- Jakub Čutta
- Jake DeBrusk
- Kimbi Daniels
- Ron Delorme
- Justin Dowling
- Ed Dyck
- Cody Eakin
- Gary Emmons
- Dallas Gaume
- Larry Giroux
- Josh Green
- Ian Herbers
- Chris Herperger
- Shane Hnidy
- Milan Hnilička
- Bill Hogaboam
- Julius Honka
- Earl Ingarfield junior
- Trent Kaese
- Sheldon Kennedy
- Ladislav Kohn
- Don Kozak
- Maxime Lajoie
- Dan Lambert
- Lane Lambert
- Brad Larsen
- Jim Leavins
- Adam Lowry
- Dean Malkoc
- Dean McAmmond
- Trent McCleary
- Ryan McGill
- Todd McLellan
- Jim McTaggart
- Craig Millar
- John Negrin
- Lawrence Nycholat
- Jaroslav Obšut
- Bill Oleschuk
- Ben Ondrus
- Colton Orr
- Ed Patterson
- Paul Postma
- Kelly Pratt
- Pokey Reddick
- Jeremy Reich
- Michal Rozsíval
- Terry Ruskowski
- Joe Sakic
- Geoff Sanderson
- Andy Schneider
- Dave Schultz
- Cam Severson
- Trevor Sim
- Nathan Smith
- Zack Smith
- Brent Sopel
- Rocky Thompson
- Ryan Tobler
- Bryan Trottier
- Layne Ulmer
- Serhij Warlamow
- Dale Weise
- Ian White
- Bob Wilkie
- Jeremy Williams
- Tiger Williams
- Dody Wood
- Tyler Wright
- Joe Zanussi

## Team-Rekorde

### Karriererekorde
Spiele: 342  Brent Twordik
Tore: 216  Todd Holt
Assists: 244  Dan Lambert
Punkte: 423  Todd Holt
Strafminuten: 743  Tyler Willis